# Zizers
Zizers egy község Svájc Graubünden kantonjának Landquart kerületében.

## Fekvése
2006-ban Zizers 11 km²-en terült el, amiből 41,5% mezőgazdasági terület, 38,5% erdő, 12,1% lakott terület és 7,8% egyéb nem termő terület.

## Története
824-ben említik először. A Salis család birtoka volt. Zizersben két váruk is áll. Az alsó egy hagymakupolás tornyú barokk kastély, amelyet  1683-ban építtetett Rudolf Salis.

## Népessége
Népessége 2008. december 31-én 3197 fő. Ebből 13,6% külföldi nemzetiségű. Az utóbbi 10 év során 4,3%-kal nőtt a népesség. A község lakosainak 88,7%-a beszél németül.
| Év   | Népesség |
| ---- | -------- |
| 1850 | 925      |
| 1900 | 1107     |
| 1950 | 1281     |
| 1960 | 1290     |
| 1980 | 2425     |
| 2000 | 2983     |
| 2008 | 3197     |

## Galéria

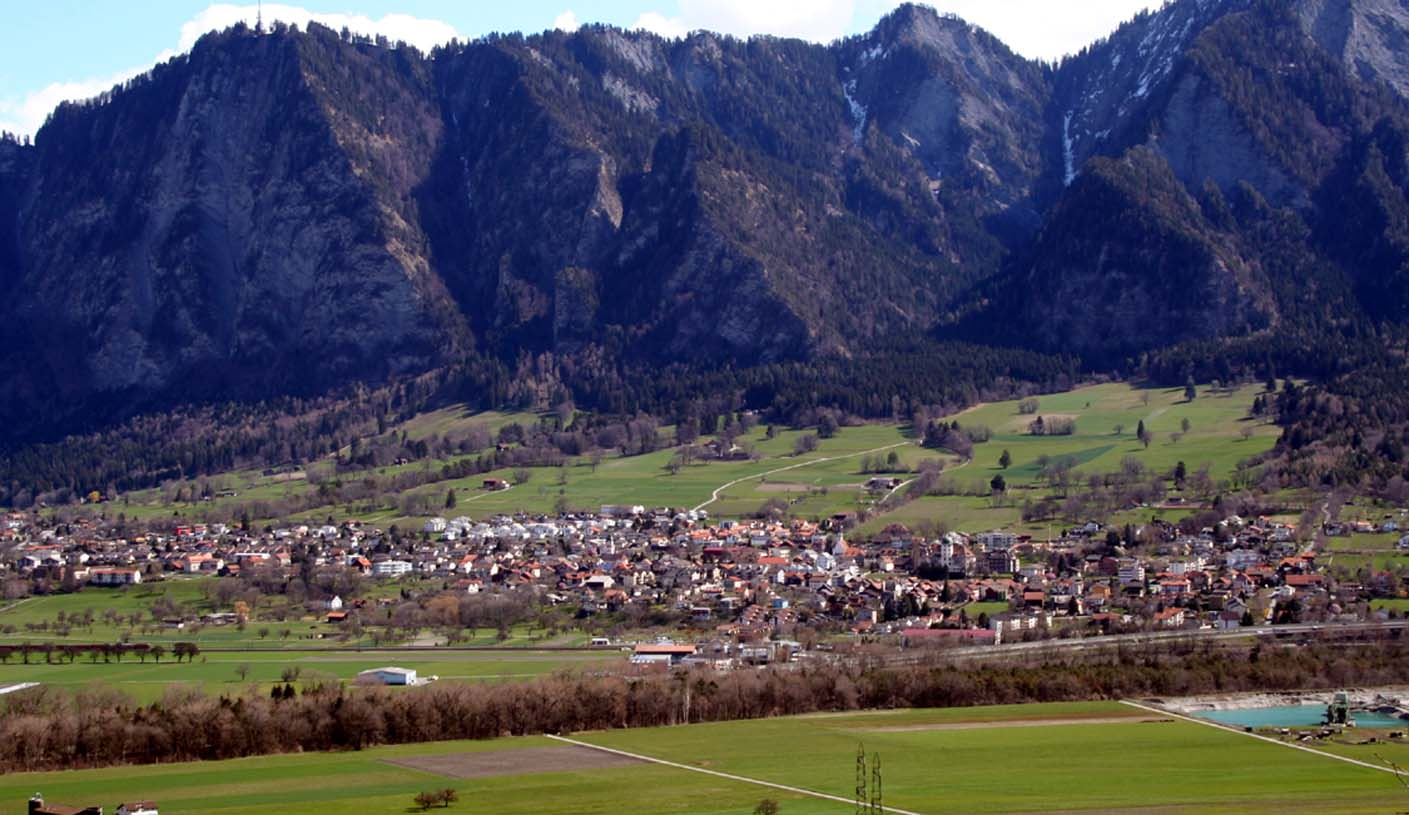
Zizers látképe
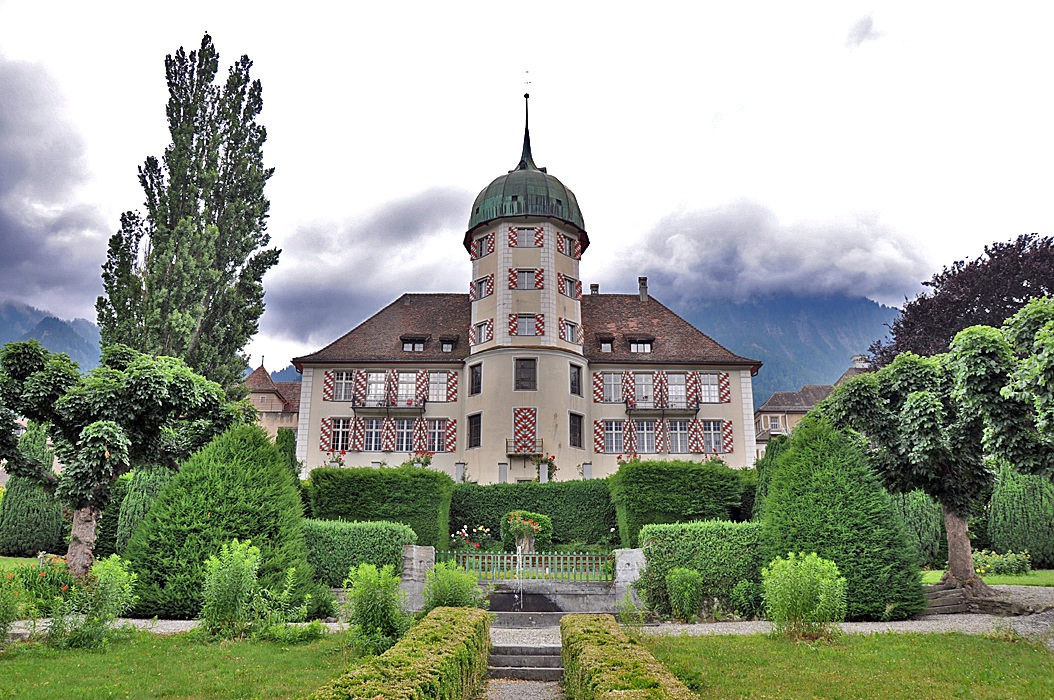
Johaneesstift
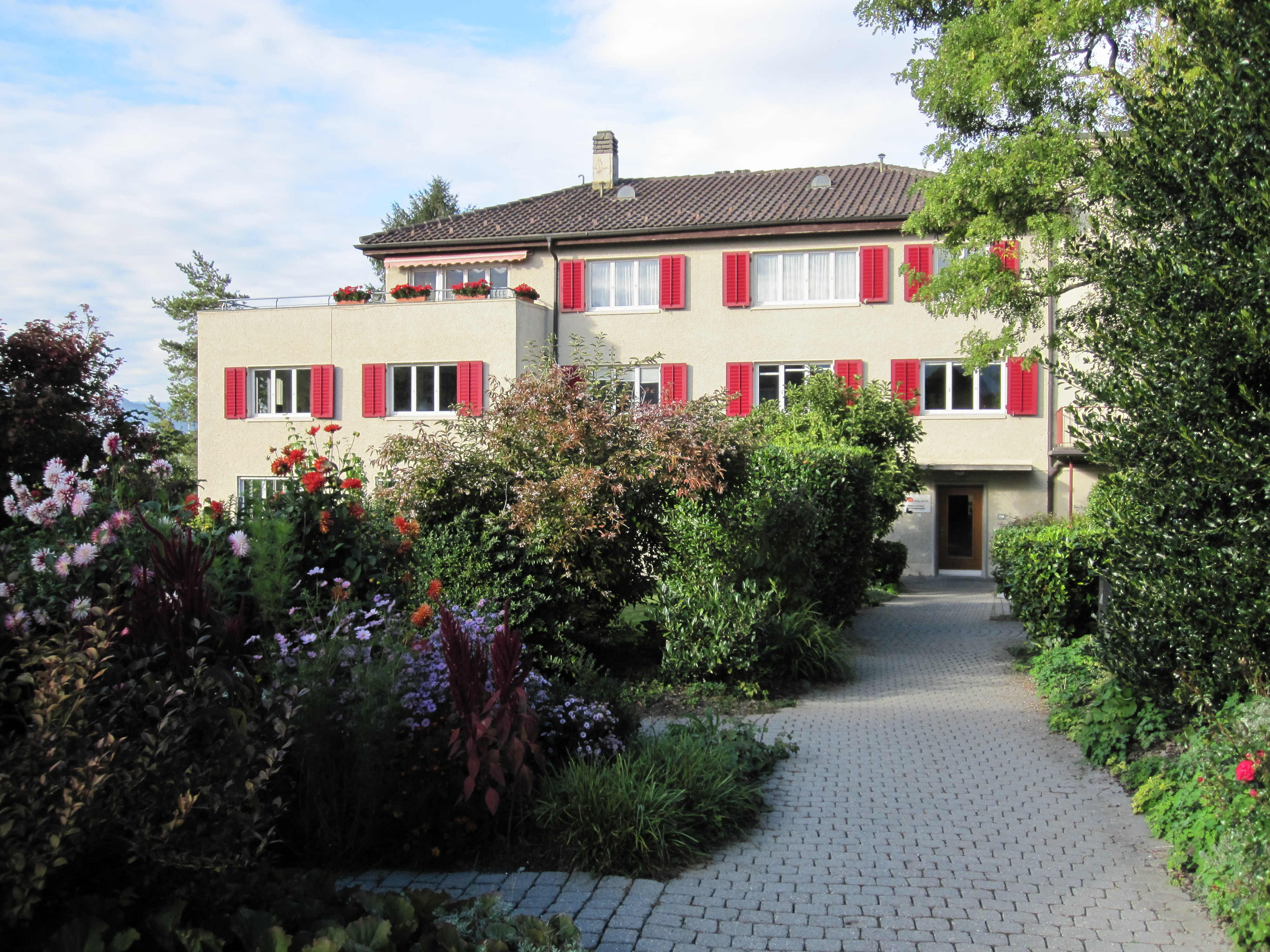
A Szociálpedagógiai Szakiskola
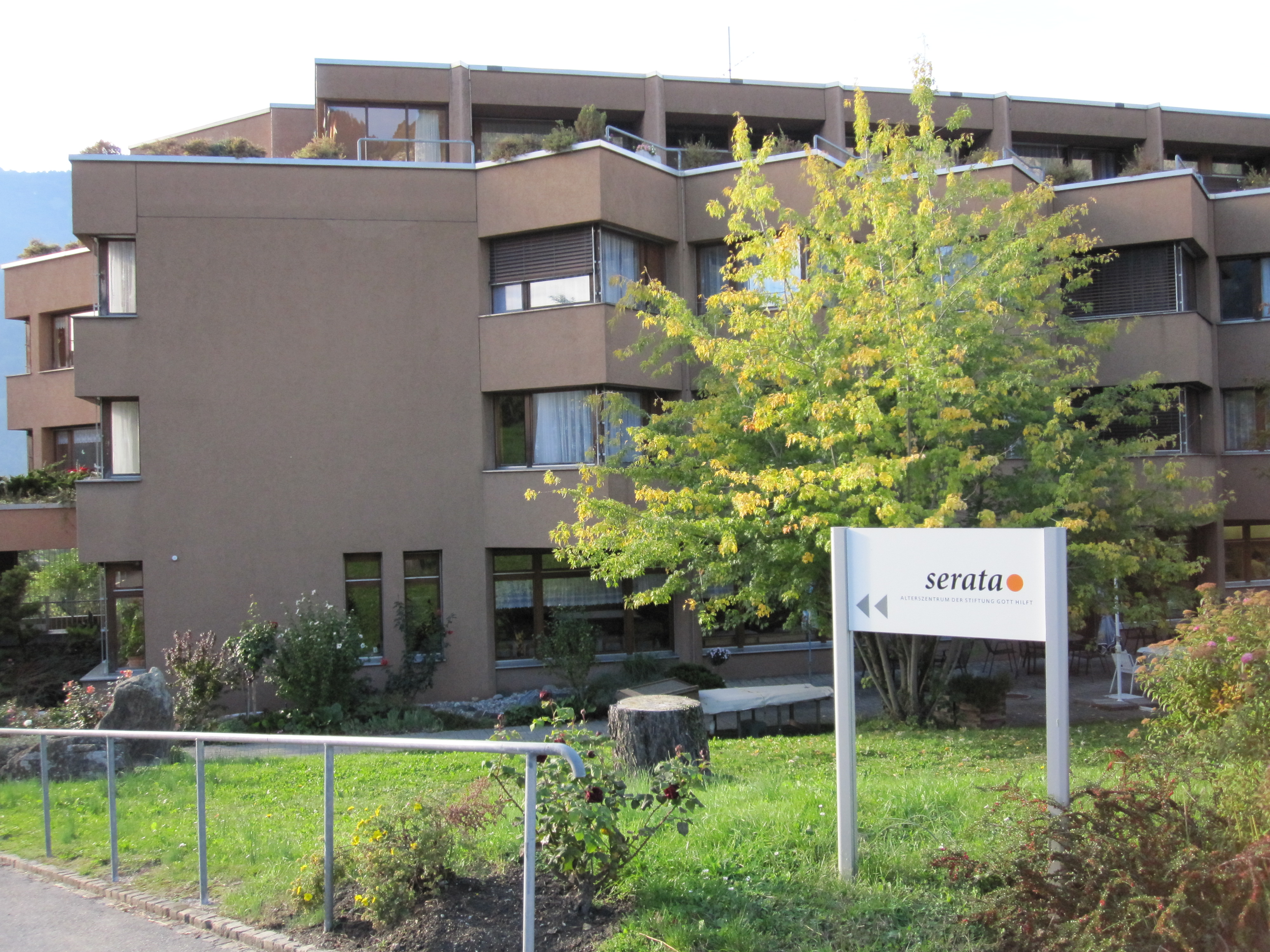
A Serata Alterszentrum Zizersben
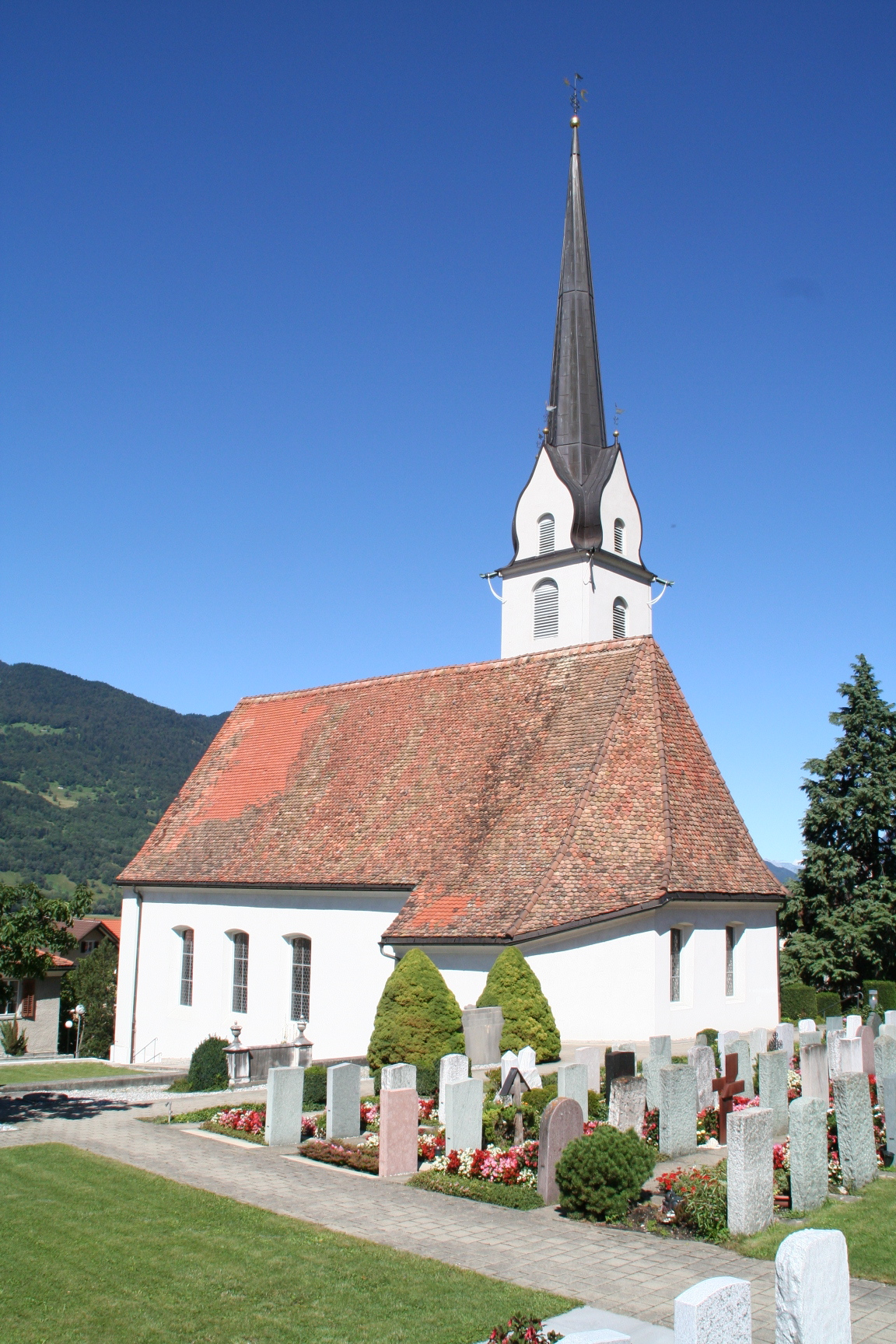
A református templom
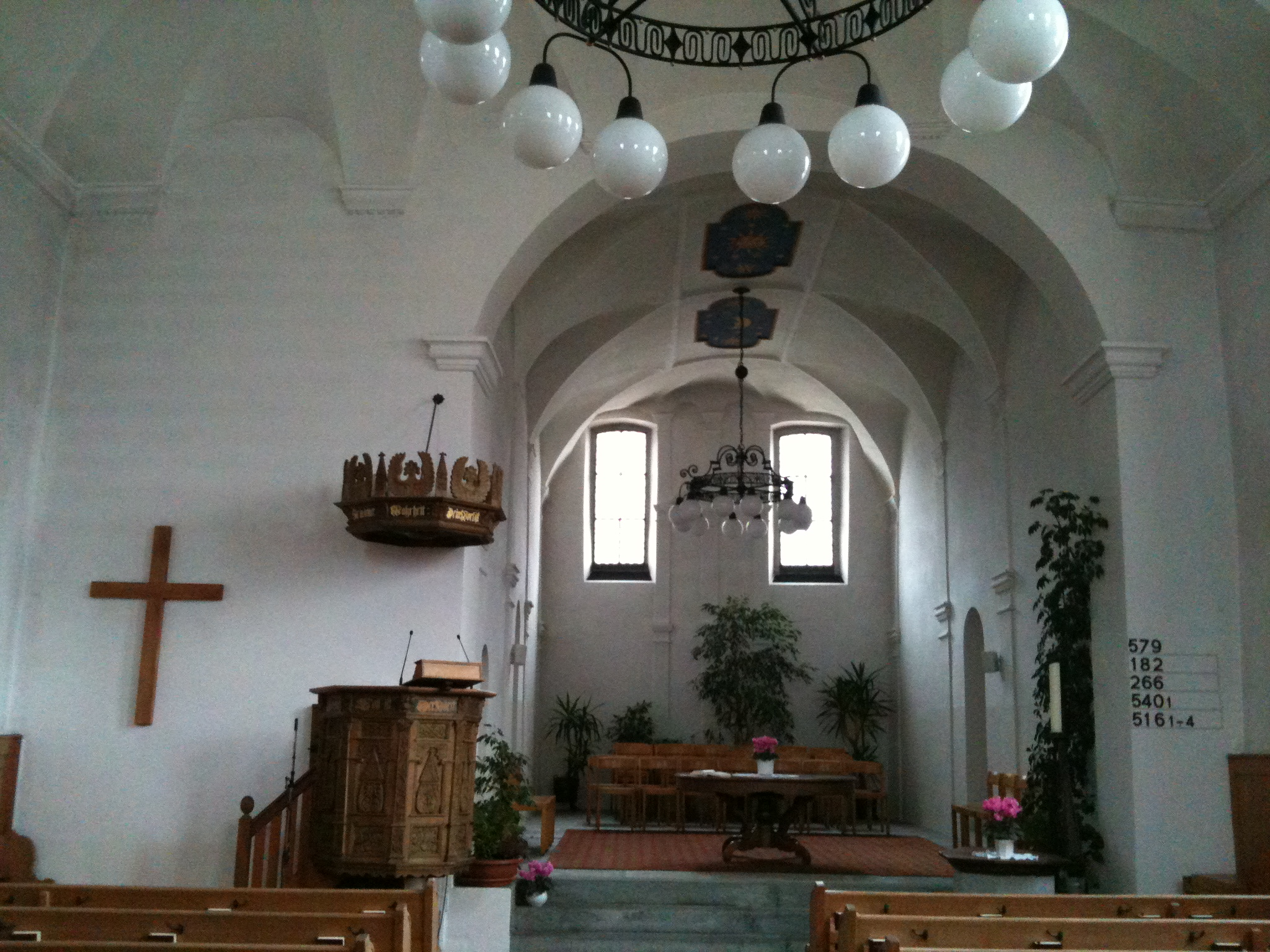
A református templom belülről